# Club Balonmano Alzira
El Balonmano Avidesa Alzira fue un club de balonmano español de la ciudad de Alcira (Valencia).
Jugaba en el Palacio de Deportes de Alcira y fue campeón de la copa EHF en la temporada 1993-1994.
También ganó la copa del Rey en la temporada 1991-1992, además consiguió dos veces el subcampeonato de la Supercopa de España de Balonmano y de la Copa ASOBAL una vez.
El club fue fundado en 1989 cuando el club valenciano Caixa Valencia se trasladó a Alcira con el nombre Avidesa Alzira. El club se disolvió en julio de 1995, debido a grandes deudas con los jugadores

## Entrenadores destacados
- César Argilés
- Paco Claver
- Eduardo Sala

## Jugadores destacados
- Francisco Tovar Del Pino
- Vicente Salvador Mascarell

- Juan Francisco Alemany
- Francisco otero
- Pachi Peg
- Geir Sveinsson
- Vasile Stîngă
- Maricel Voinea
- Marian Dumitru
- Igor Kustov
- Andrei Xepkin
- Jaume Fort
- Aleix Franch
- Dragan Škrbić
- Manuel Cañadilla